# The Skalatones
The Skalatones var ett svenskt skaband, bildat 1995 i Landskrona.

## Historia
Gruppen albumdebuterade med 1997 års By Public Demand. 1998 släpptes EP-skivan Mr Probation Officer följd av ännu en EP, Ruder Than Roots. Samma år släpptes även samlingsskivan The Best Tracks So Far på skivbolaget Pork Pie.
Albumdebuten skedde med 1999 års Tune In.... Debuten följdes av singeln Aniversary Single 2YK år 2000. Bandet splittrades 2001.
2007 bildade medlemmar ur The Skalatones ett nytt skaband: Mobster.

## Diskografi

### Album
- 1997 - By Public Demand
- 1999 - Tune In...

### Samlingsalbum
- 1998 - The Best Tracks So Far

### EP
- 1998 - Mr Probation Officer
- 1998 - Ruder Than Roots

### Singlar
- 2000 - Aniversary Single 2YK

### Fotnoter
1. 1 2 3  ”The Skalatones”. Discogs.com. http://www.discogs.com/artist/Skalatones%2C+The. Läst 13 april 2012.